# Rodolfo Gamarra
Rodolfo Vicente Gamarra Varela (Limpio, Departamento Central, Paraguay; 10 de diciembre de 1988) es un futbolista paraguayo. Juega de delantero.

## Trayectoria
Rodolfo Gamarra es un atacante que se destaca por su velocidad y cambio de ritmo en el último cuarto de cancha. Se crio en la ciudad de Limpio en donde dio sus primeros pasos en el club Sportivo Limpeño. Allí permaneció hasta los 16 años de edad cuando en 2004 fue invitado por el exfutbolista Rogelio Delgado para ir a Libertad.
Debutó en Primera División, bajo la conducción técnica de Rubén Israel, el 11 de noviembre de 2008 ante Tacuary durante la 18.ª jornada del torneo Clausura, ingresando sobre 30 minutos del 2.º tiempo.
Anotó sus dos primeros goles en la máxima categoría el 20 de mayo de 2009 frente al 12 de Octubre por la 14.ª fecha del torneo Apertura. En esa temporada marcó 6 tantos entre los dos torneos del año.
En el plano internacional disputó tres encuentros en la Copa Libertadores 2009, siempre entrando como relevo, mientras que en la Copa Sudamericana 2009 jugó dos partidos, ya como titular. En la edición 2010 de la Libertadores de América convirtió un gol por primera ocasión a nivel continental en el marco de la primera fase del certamen en el cual anotó un total de cinco tantos, quedando a solo tres del máximo goleador.
En Libertad ganó 3 títulos, es decir Clausura 2008, Clausura 2010 y Clausura 2012.
El 11 de enero de 2014 es fichado por el Club Cerro Porteño, debutó en su nuevo equipo el día 12 de febrero ante el Deportivo Cali por la Copa Libertadores de América. A lo largo de los meses su participación no sería muy regular, pero llegaría a tener varios minutos de juego, alternando el puesto con Ángel Romero en la delantera, así el día 13 de marzo logró anotar su primer gol en Cerro Porteño, lo convirtió contra el O'Higgins Chileno.

## Selección nacional
Ha sido internacional con la selección de fútbol de Paraguay. En octubre de 2009 fue citado por primera vez para disputar un partido amistoso frente a Chile en la ciudad de Talcahuano. Durante el mismo hizo su estreno el 4 de noviembre jugando desde el inicio.
Su último partido por la Selección de Fútbol de Paraguay se produjo el 25 de mayo de 2010 donde perdieron 2-1 contra la Selección de Fútbol de Irlanda
Además, anteriormente había integrado selecciones de categorías menores, como la Sub-16 con la que conquistó el título del Campeonato Sudamericano de 2004. Integró la nómina de 23 jugadores que disputarían el Mundial de Sudáfrica 2010, aunque no tuvo minutos de juego.

## Clubes
| Club                  | País     | Año       |
| --------------------- | -------- | --------- |
| Libertad              | Paraguay | 2008-2013 |
| Cerro Porteño         | Paraguay | 2014      |
| Libertad              | Paraguay | 2015-2016 |
| Guaraní               | Paraguay | 2017-2019 |
| CS Alagoano           | Brasil   | 2019      |
| Cobresal              | Chile    | 2020-2021 |
| Club Sportivo Luqueño | Paraguay | 2021      |

### Goles en la Copa Libertadores
| Goles internacionales | Goles internacionales | Goles internacionales | Goles internacionales | Goles internacionales | Goles internacionales   | Goles internacionales                     | Goles internacionales | Goles internacionales | Goles internacionales |
| Fecha                 | Resultados            | Resultados            | Resultados            | Resultados            | Lugar                   | Estadio                                   | Temporada             | Gol                   |                       |
| --------------------- | --------------------- | --------------------- | --------------------- | --------------------- | ----------------------- | ----------------------------------------- | --------------------- | --------------------- | --------------------- |
| 02-02-2010            | Libertad              | 3                     | 1                     | Deportivo Táchira     | Asunción                | Estadio Defensores del Chaco              | 2010                  | 1 gol                 |                       |
| 09-02-2010            | Libertad              | 2                     | 0                     | Lanús                 | Lanús                   | Estadio Ciudad de Lanús-Néstor Díaz Pérez | 2010                  | 1 gol                 |                       |
| 16-02-2010            | Libertad              | 4                     | 0                     | Blooming              | Asunción                | Estadio Defensores del Chaco              | 2010                  | 2 goles               |                       |
| 15-04-2010            | Libertad              | 2                     | 1                     | Blooming              | Santa Cruz de la Sierra | Estadio El Tahuichi                       | 2010                  | 1 gol                 |                       |
| 28-04-2011            | Libertad              | 1                     | 3                     | Fluminense            | Río de Janeiro          | Estadio Olímpico Nilton Santos            | 2011                  | 1 gol                 |                       |
| 31-01-2012            | Libertad              | 4                     | 1                     | El Nacional           | Asunción                | Estadio Dr. Nicolás Leoz                  | 2012                  | 1 gol                 |                       |
| 13-03-2014            | Cerro Porteño         | 2                     | 2                     | O'Higgins             | Santiago                | Estadio Monumental                        | 2014                  | 1 gol                 |                       |
| 06-02-2018            | Guaraní               | 6                     | 0                     | Carabobo              | Asunción                | Estadio Defensores del Chaco              | 2018                  | 1 gol                 |                       |

## Palmarés

### Campeonatos nacionales
| Título           | Equipo   | País     | Año    |
| ---------------- | -------- | -------- | ------ |
| Primera División | Libertad | Paraguay | 2008-A |
| Primera División | Libertad | Paraguay | 2008-C |
| Primera División | Libertad | Paraguay | 2010-C |
| Primera División | Libertad | Paraguay | 2012-C |
| Primera División | Libertad | Paraguay | 2016-A |
| Copa Paraguay    | Guaraní  | Paraguay | 2018   |

### Distinciones individuales
| Distinción                                                        | Año  |
| ----------------------------------------------------------------- | ---- |
| Condecoración Especial (Presidencia de la República del Paraguay) | 2010 |